# 脆枝曲柄蘚
脆枝曲柄蘚（学名：Campylopus fragilis）为曲尾蘚科曲柄蘚屬下的一个种。